# Michael Naumann
Michael Naumann, né le 8 décembre 1941 à Köthen, dans l'État libre d'Anhalt, est un journaliste, éditeur et homme politique allemand. Il a été délégué du Gouvernement fédéral à la culture et aux médias pendant le premier gouvernement social-démocrate de Gerhard Schröder.

## Biographie
Naumann est le fils d'un avocat de Köthen mort à la bataille de Stalingrad en 1942. À onze ans, il est contraint de quitter la RDA avec sa mère. Après le baccalauréat, il est diplômé de science politique de l'université de Munich (1969). Il a également étudié au Queen's College de l'université d'Oxford. Son doctorat a pour sujet Karl Kraus. En 1978, son habilitation a pour titre : Le Changement structurel de l'héroïsme, du sacré au profane. Il a également écrit plusieurs essais classiques sur des théories révolutionnaires.
Naumann a travaillé à Die Zeit et au Spiegel. En 1985, il prend la tête de la maison d'édition Rowohlt Verlag. En 1995, il s'installe à New York, où il travaille d'abord pour Metropolitan Books, puis pour Henry Holt. De 1998 à 2000, il est le premier ministre d'État de la culture de la République fédérale d'Allemagne,, avant de retourner dans le monde de l'édition. En mars 2007, un congrès national extraordinaire du SPD le choisit comme tête de liste du parti aux élections municipales de Hambourg en 2008.

## Œuvres
- La destruction d'un monde à l'envers : satire et réalité politique dans l'œuvre de Karl Kraus, Munich, Éditions P. List, 1969, 221 pages
- Téhéran : une révolution est exécutée : documents et rapports de Die Zeit, Munich, Éditions Heyne, 1982, 255 pages  (ISBN 345301233X)
- L'Amérique se trouve en Californie : d'où vient le pouvoir de Reagan, Reinbek, Éditions Rowohlt, 1983  (ISBN 3499330431)
- Le changement structurel de l'héroïsme, Athenaüm, 1984, 277 pages  (ISBN 3761083300)
- Made in the USA : nouvelles histoires d'Amérique, Reinbek, Éditions Rowohlt, 1994  (ISBN 3498046691)
- L’histoire est ouverte : la RDA en 1990 : espoir sur une nouvelle République, Reinbek, Éditions Rowohlt, 1996  (ISBN 3499128144)
- Le Prix Friedrich-Hölderlin : discours à l'attribution du prix, Bad Homburg, 2000
- La plus belle forme de liberté : discours et essais sur la culture de la nation, Berlin, Éditions Siedler, 2001  (ISBN 3886807282)
- Il doit quand même être encore possible dans ce pays : le nouvel antisémitisme polémique, Berlin, Éditions Ullstein, 2002, 245 pages  (ISBN 354836425X)
- La machine de guerre : préparation et politique aux USA, Reinbek, Éditions Rowohlt Verlag GmbH, 2005, 224 pages  (ISBN 3498046861)